# تور سفينسون
تور سفينسون (بالسويدية: Tore Svensson)‏ (6 ديسمبر 1927 بفالكنبرغ في السويد - 26 أبريل 2002 بمالمو في السويد) هو لاعب كرة قدم سويدي في مركز حراسة المرمى، شارك في كأس العالم 1950 وكأس العالم 1958. وشارك مع منتخب السويد لكرة القدم. أما مع النوادي، فقد لعب مع نادي إلفسبورغ ونادي فالكنبرغ ونادي مالمو.

## وصلات خارجية
- تور سفينسون على موقع الاتحاد الدولي (مؤرشف)  (الإنجليزية)
- تور سفينسون على موقع اتحاد السويد (السويدية)
- تور سفينسون على موقع قاعدة بيانات كرة القدم.إي يو (الإنجليزية)
- تور سفينسون على موقع ناشيونال فوتبول تيمز (الإنجليزية)
- تور سفينسون على موقع Soccerway.com (الإنجليزية)
- تور سفينسون على موقع عالم كرة القدم.نت (الإنجليزية)
- تور سفينسون على موقع أوليمبيديا (الإنجليزية)
- تور سفينسون على موقع اللجنة الأولمبية السويدية (السويدية)